# In the souk
『In the souk』（イン ザ スーク）は、瓜生明希葉の5枚目のアルバム。2010年5月12日発売。

## 解説
- 前作『Jam&to go!』から1年5ヶ月ぶりにリリースされた。
- 収録曲は全て初CD化作品だが、プライベート・サイト「curieux writing」にて2006年12月に発表済み（ライブのオープニングナンバー）の「tool mouthの」他、ライブ音源としてダウンロード販売された楽曲も一部含まれている。

## 収録曲
1. 指先のハチミツで
2. Escape on Monday
3. フレグランス
4. 合間のくちづけ
5. ボンヌママンを持って
6. tool mouth
7. 水玉ドレス
8. door's
9. ROUTE66
10. バイバイ、メランコリー!
11. a piece of laughing